# ヴァン猫

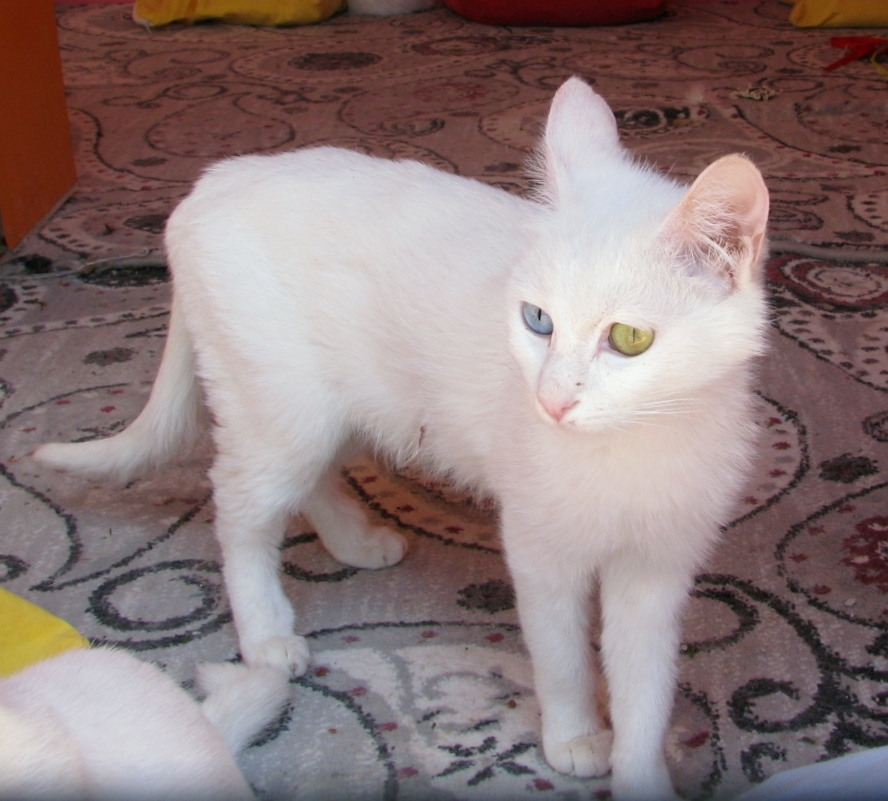

ヴァン猫（トルコ語: Van kedisi）は、可愛らしい顔をして、瞳が青もしくは琥珀色、または片方が青で、もう片方が琥珀色の希少で上品な猫の種類である。トルコのヴァン県原産。アンカラ猫と同じ白色であって似ているが、様々な特徴があって別種類として認識される。一般的にヴァン猫は子猫の両耳の間に1つか2つの黒い斑点が見られる。

## 瞳の色
ヴァン猫の瞳の色は3タイプに分けられる。両目が青色（常にターコイズ・ブルー）、両目が琥珀色（黄色でトーンは極稀に茶色）、オッドアイ（ヘテロクロミック：つまり片目が青、片目が琥珀色）のようにグループを分けられる。青色がターコイズ・ブルーの時、琥珀色は異なったトーンで見られる。同時に青目のヴァン猫の中にも (a) 青目、短いビロードのような毛をしたもの、(b)青目、長い絹のような毛をした猫の2タイプがある。

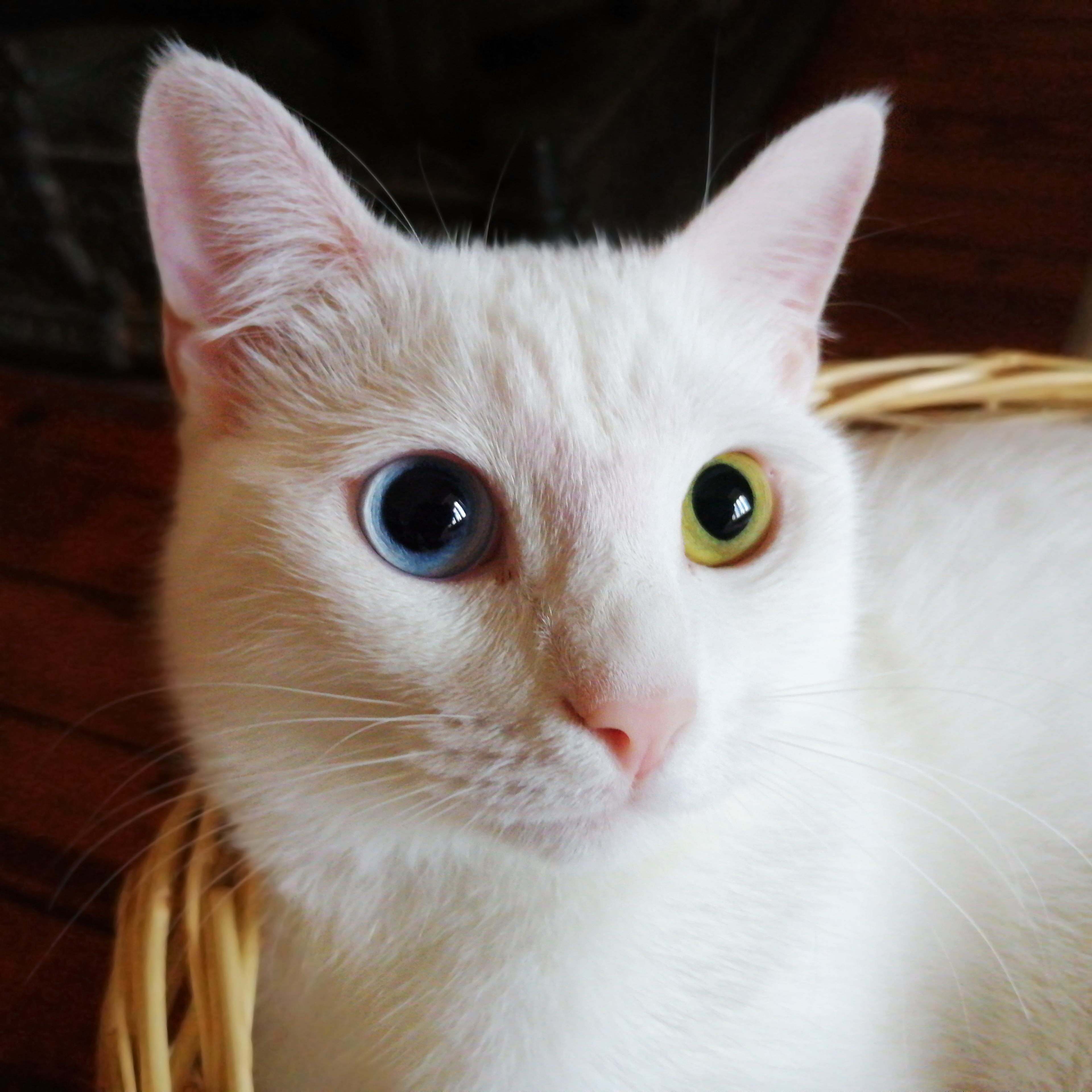
大人
子猫

ヴァン猫の産後すぐの子猫の目の色は灰色に近い。子猫は生後25日以降に目の色が変化を始め、40日後には目の色ははっきりする。
両耳の間に1つもしくは2つの黒い斑点が見られるヴァン猫の子猫の大半は両目の色が異なる。そしてこの黒い斑点がヴァン猫の証明になる。
ヴァン猫のように両目で色が異なる犬、鳩や人間が見られる、この特色は遺伝子的な欠陥だと知られている。この特徴が最も見られる動物がヴァン猫である。

## 概念の混乱
定義について、トルコ外での猫愛好家の間では概念の混乱が見られる。文学において、トルコで1人の外国人に「ヴァン猫」として売られ、その後海外へ行った初めての猫となったように、1955年に英国人女性のローラ・ルシントンとソニア・ハリデイに500ポンドで売られた2匹の猫がいた（1匹の名前は「ヴァンの美女イスケンデルンちゃん」）。ルシントンはこの猫を新種として作り、「ターキッシュバン」と名付けた。本物のヴァン猫ではないが、フランス語で「テュルク・ドゥ・ヴァン」ドイツ語で「テュルキッシュ・ヴァン」となっている。
他に言えば、「ヴァン猫」と西欧世界の「ターキッシュバン」は異なる猫である。しかしターキッシュバンという名前の猫も、可愛らしい顔をしていて目の色は3種類ある。2種類の猫の間の違いがあまりないことがから純血のヴァン猫はターキッシュバンと区別するために欧米の出版物の中では、トルコ語を使って「ヴァン・ケディシ」と呼ばれている。

## 発情期
活動時間が延びるにつれて、長時間日光や光を浴びる猫は脳の視床下部が活動し、卵胞刺激ホルモン (FSH) が生成される。FSHは卵生成と卵胞ホルモンを準備し、他の猫とつがいになる準備が出来る。この期間を発情期という。
ヴァン猫は毎年2月から3月、6月にかけて発情期を迎える。期間は10日間続く。興奮期に妊娠すると一般的に同じ年では更なる発情期を迎えない。妊娠は62日間続く、妊娠1カ月目からその後お腹が膨らみ始め、その後誰にもお腹を触らせないようになる。パートナーを欲するのは妊娠期にとくに多い。ヴァン猫は他の猫と同様に人目を避け始め、静かな暗い場所を探し始める。出産後すぐにへその緒を母猫が噛みきる。母猫は子猫を50日間から60日間授乳する。この期間は前後する。
年中暖かく、明るい環境の家で生活するその他の猫たちと同様に、ヴァン猫も年中発情期を迎えることもある。

## 純血のヴァン猫
アンカラ動物園で繁殖されており、ヴァン・ユズンジュユル大学にもヴァン猫研究繁殖センターがある。

## ヴァン猫と社会
猫には珍しく水遊びが好きで泳ぎが得意である。

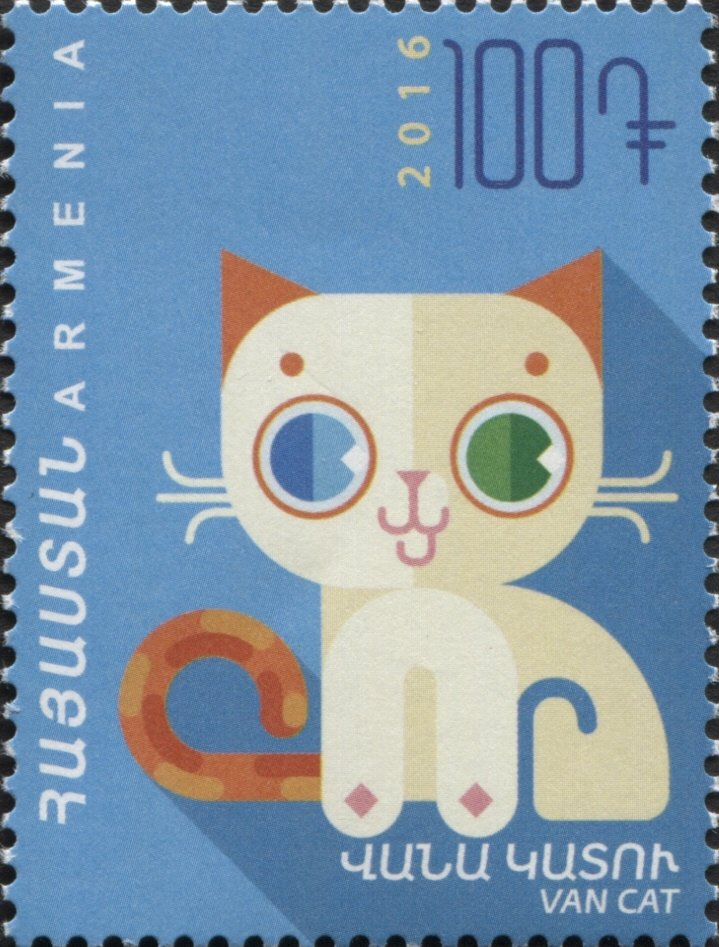
アルメニアの切手（2016年）

「トルコの生きた文化遺産」との呼び声がある。トルコを開催の地とする2010年のバスケットボールの世界選手権大会の際、大会を象徴するいわゆるマスコットとしての選定を受けることにもなった。

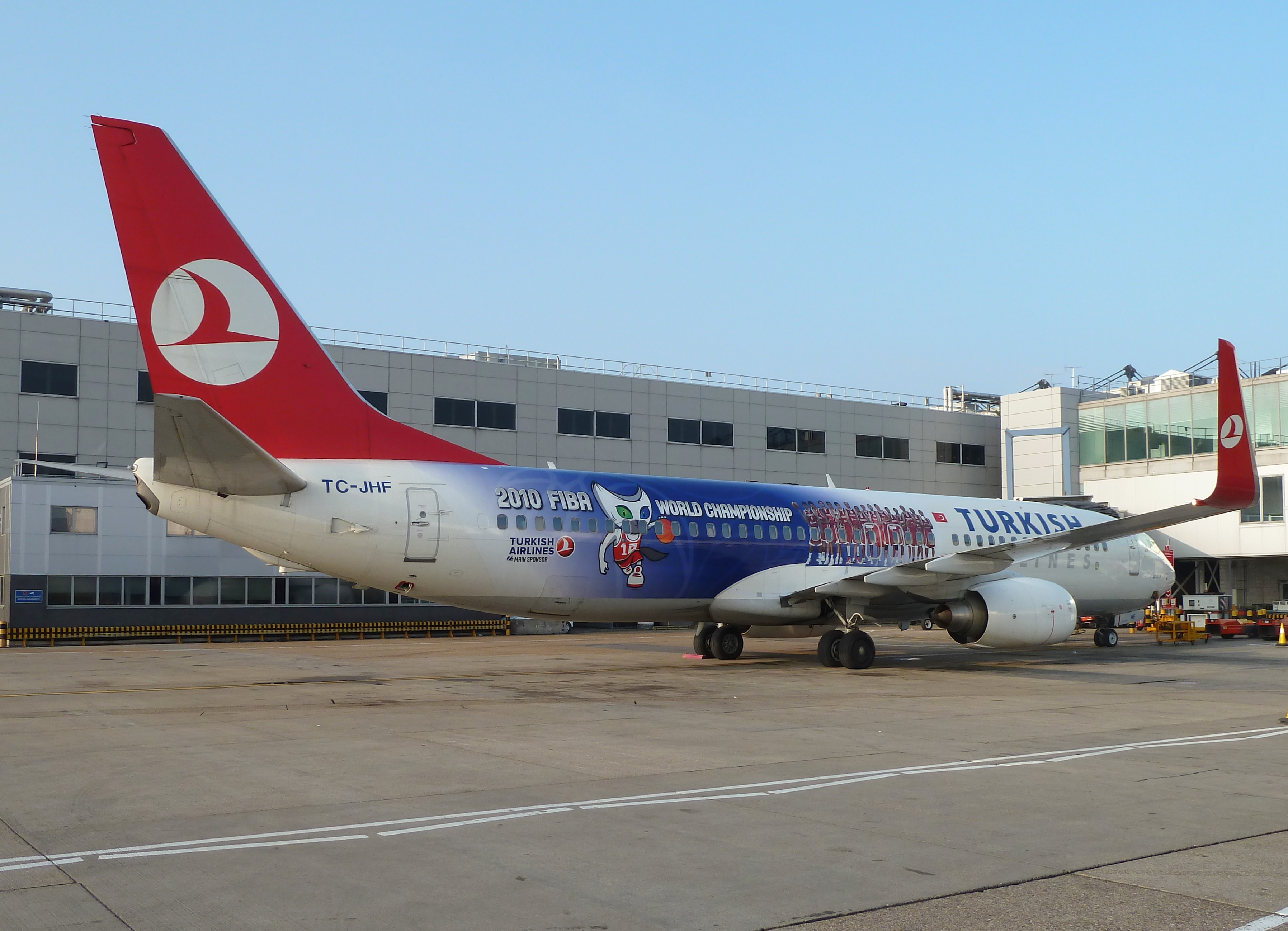
ターキッシュ エアラインズのボーイング 737-800に大会のイメージキャラクターを張ったラッピング飛行機